# جرمی هانسن
جرمی هانسن (به انگلیسی: Jeremy Hansen) (زاده ۲۷ ژانویهٔ ۱۹۷۶ در لندن، انتاریو) فضانورد اهل کشور کانادا است.